# Alexander Morison
Sir Alexander Morison (1º de maio de 1779 a 14 de março de 1866), M.D. FRCPC FRCP, nasceu na Escócia e viveu como um psiquiatra e físico.

## Vida
Morison nasceu em Anchorfield, perto de Edimburgo, e foi educado na Edinburgh High School e na Universidade de Edimburgo, onde se formou em medicina em 12 de setembro de 1799. Tornou-se licenciado pelo Colégio Real de Médicos de Edimburgo em 1800. Ele serviu como presidente do colégio de 1827 a 1829.
Por um tempo, Morison praticou em Edimburgo, mas durante 1808 mudou-se para Londres; em 11 de abril daquele ano foi admitido como licenciado pelo Colégio Real de Física de Londres e em 10 de julho de 1841 foi eleito Fellow. Ele foi nomeado médico inspecionador de asilos para lunáticos em Surrey em 1810, e a partir de 7 de maio de 1835, médico do Hospital Bethlehem. Ele foi médico de Carlota, Princesa Real, e foi nomeado cavaleiro em 1838.
Morison deu um curso anual de palestras sobre doenças mentais – comemorado nas Palestras Morisonianas do Colégio Real de Física de Edimburgo – e tornou-se uma autoridade reconhecida neste assunto. Os cursos de palestras de Morison foram parcialmente financiados por Harriot Coutts (nascida Mellon), a viúva do famoso banqueiro Thomas Coutts. Morison serviu como seu médico interno em 1822-1823 e ela concedeu-lhe uma doação para estabelecer um curso de palestras sobre doenças mentais em memória de seu falecido marido.

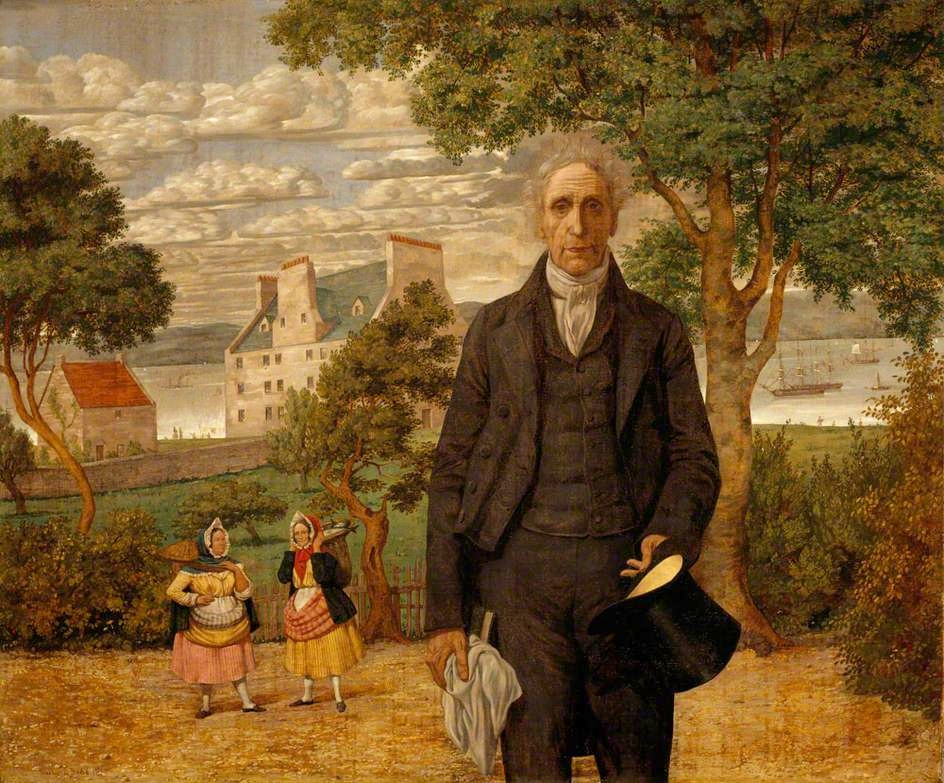
Retrato de 1852 de Richard Dadd, um paciente

Uma inquietação ao longo da vida parece ter assombrado a carreira de Morison – quando criança, ele fugiu repetidamente da escola em Edimburgo (em uma ocasião, até o porto de Arbroath) – e, quando adulto, ele (como Lord Monboddo) despertou espanto com suas viagens regulares e exaustivas entre Londres e Edimburgo, dando palestras em ambas as cidades. Um notável retrato de Morison – de intensidade quase alucinatória – foi criado pelo psicótico artista vitoriano Richard Dadd em 1852 e incorporava imagens de Anchorfield criadas pela filha de Morison. Esta foto agora está na Galeria Nacional Escocesa de Retratos.

### Morte

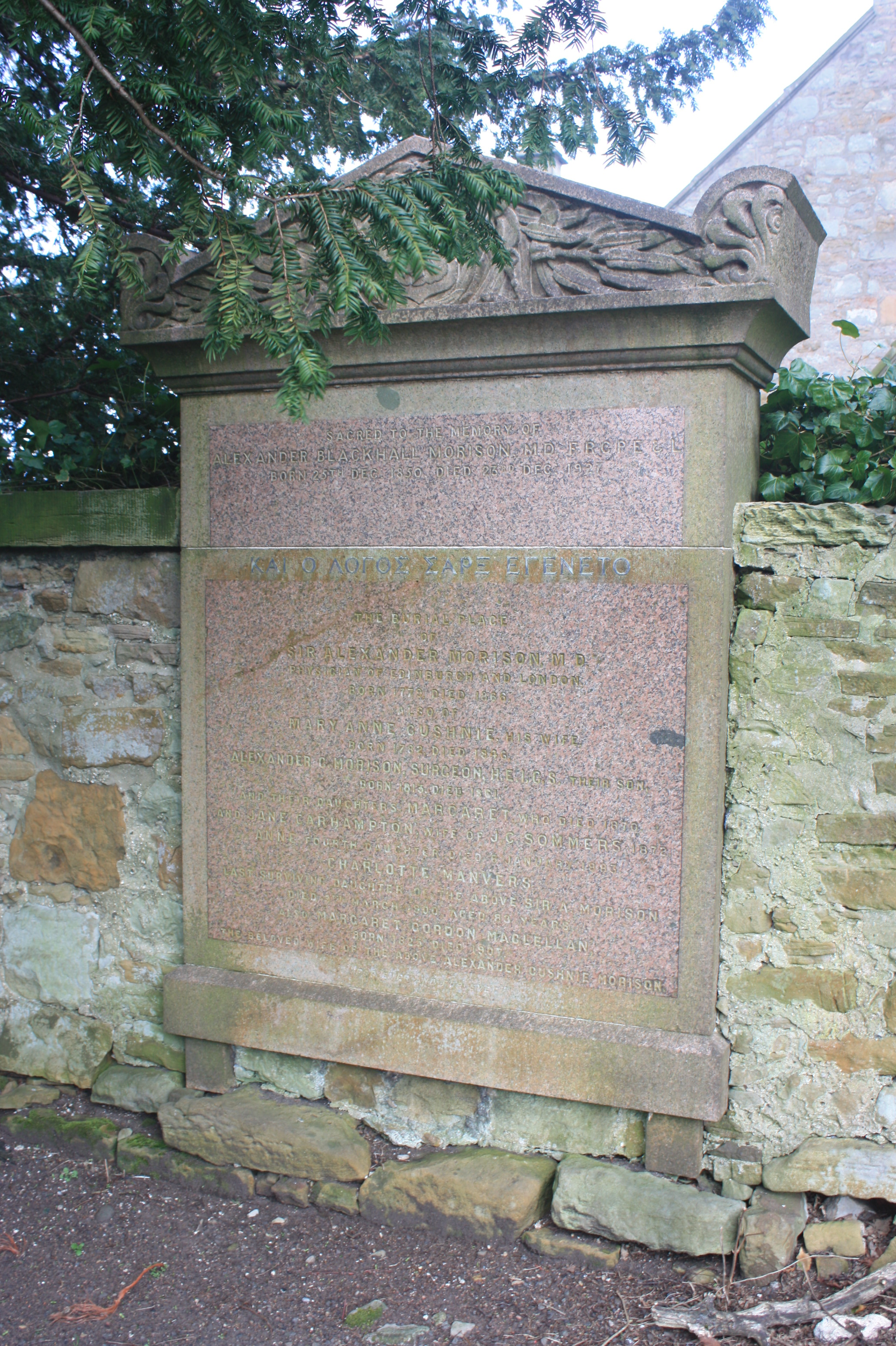
Túmulo de Alexander

Morison morreu em casa, Balerno Hill House, a sudoeste de Edimburgo em 14 de março de 1866, e foi enterrado em Currie. Seu túmulo fica na parede leste, no canto nordeste do cemitério original.
Sua morte foi marcada por uma homenagem extraordinária de William AF Browne, presidente da Royal College of Psychiatrists, durante seu discurso presidencial de 1866, no qual ele relacionou as conquistas de Morison com as de John Conolly, que havia morrido poucos dias antes.
Sua jovem esposa Grace (1810-1889) está enterrada no Cemitério de Dean em uma das pequenas seções ao sul.

## Trabalhos
A tese de graduação de Morison foi De Hydrocephalo Phrenitico, e ele se tornou especialista em doenças cerebrais e mentais. Publicou em 1826 Esboços de Palestras sobre Doenças Mentais, e em 1828 Casos de Doenças Mentais, com Observações Práticas sobre o Tratamento Médico. Em 1840 publicou A Fisionomia das Doenças Mentais, uma importante contribuição para a literatura da fisionomia. Apresenta algumas ilustrações notáveis, incluindo um retrato de Jonathan Martin, o incendiário.

## Medalha de Alexander Morison
Morison dotou palestras através da venda de sua propriedade a partir de 1864 sobre assuntos relacionados com doenças mentais; posteriormente ampliado para cobrir doenças relacionadas ao sistema nervoso.